# Steve Miller Band

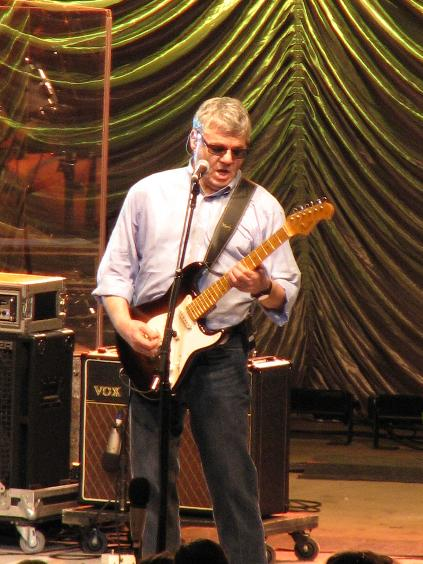
Steve Miller på Interlochen Fine Arts Camp 20 juli 2009

Steve Miller Band är ett amerikanskt bluesinfluerat rockband bildat av gitarristen Steve Miller 1966, först under namnet Steve Miller Blues Band. De är kända för hits som "The Joker" (1973), "Fly Like an Eagle", "Rock'n Me" (båda 1976), "Jet Airliner" (1977) och "Abracadabra" (1982). På gruppens skivor har en mängd olika musiker medverkat. Under de tidiga åren bestod gruppen förutom Miller själv av James "Curley" Cooke (gitarr), Lonnie Turner (basgitarr), och Tim Davis (trummor). Turner var förutom Miller den mest långvariga originalmedlemmen och medverkade på gruppens inspelningar fram till 1980-talet. Under större delen av 1970-talet och in på 1980-talet var Gary Mallaber gruppens trummis.
Kort efter det att gruppen bildats uppträdde de på Monterey Pop Festival. Vid det laget hade Boz Scaggs (gitarr, sång) blivit medlem i gruppen. De albumdebuterade 1968, och redan samma år släppte gruppen sitt andra album, Sailor som kom att bli deras genombrott i USA. På albumet ingick deras första hit, "Living in the USA". Scaggs lämnade sedan gruppen och inledde en solokarriär. De följande albumen under tidigt 1970-tal sålde för det mesta bra i USA, men det verkligt stora genombrottet kom med albumet The Joker 1973. Titellåten blev deras första låt att toppa Billboard Hot 100 och även deras första internationella hit.
Tre år senare släppte gruppen sitt mest framgångsrika album Fly Like an Eagle. Det innehöll deras andra listetta "Rock'n Me", samt "Take the Money and Run" och titelspåret som båda blev framgångsrika singlar. Även det efterföljande albumet Book of Dreams blev en framgång 1977. 1981 års Circle of Love blev inte en lika uppmärksammad skiva, men 1982 fick gruppen sin tredje listetta med "Abracadabra". 1990 blev "The Joker" åter en stor hit sedan den använts i en reklamfilm för Levi's jeans. Efter detta var gruppens storhetstid förbi, men de har släppt nya album in på 2010-talet med Steve Miller som ende originalmedlem.
På låten My Dark Hour på albumet Brave New World 1969 spelar Paul McCartney trummor under pseudonymen Paul Ramon - det artistnamn McCartney använde en kort tid våren 1960 när The Beatles - då kallade The Silver Beatles turnerade i Skottland.
Steve Miller medverkar på Paul McCartneys album Flaming Pie 1997.

## Medlemmar
Nuvarande medlemmar
- Steve Miller – sång, gitarr, munspel, keyboard (1966–)
- Kenny Lee Lewis – bas (1983–1987, 2011–), gitarr (1982–1983, 1987–1988, 1994–2011), bakgrundssång (1982–1988, 1994–)
- Joseph Wooten – klaviatur, bakgrundssång (1993–)
- Jacob Petersen – gitarr, bakgrundssång (2011–)
- Ron Wikso – trummor (2021–)

Tidigare medlemmar
- Lonnie Turner – bas, gitarr, bakgrundssång (1966–1970, 1973–1978, död 2013)
- Boz Scaggs – gitarr, bakgrundssång (1967–1968)
- Jim Peterman – keyboard, bakgrundssång (1966–1968)
- Tim Davis – trummor, bakgrundssång (1966–1970, död 1988)
- James "Curley" Cooke – gitarr (1967, död 2011)
- Ben Sidran – klaviatur (1968, 1969, 1970, 1972, 1987–1991)
- Nicky Hopkins – klaviatur (1969, 1970; död 1994)
- Bobby Winkelman – bas, gitarr, bakgrundssång (1969–1970)
- Ross Valory – bas, bakgrundssång (1970–1971)
- Roger Allen Clark – trummor (1972)
- Jack King – trummor (1970–1973)
- Dick Thompson – klaviatur (1972–1974)
- Gary Mallaber – trummor, keyboard, bakgrundssång (1976–1987)
- Gerald Johnson – bas, bakgrundssång (1972–1973, 1981–1983)
- John King – trummor (1973–1974, död 2010)
- Les Dudek – gitarr (1975)
- Doug Clifford – trummor (1975)
- Greg Douglass – slide-gitarr, bakgrundssång (1976–1978)
- David Denny – gitarr, bakgrundssång (1976–1978)
- Byron Allred – keyboard (1976–1987, 1990, död 2021)
- John Massaro – gitarr, bakgrundssång (1982–1983)
- Norton Buffalo – munspel, gitarr, bakgrundssång (1976–1978, 1982–1987, 1989–2009, död 2009)
- Billy Peterson – bas, bakgrundssång (1987–2011)
- Bob Mallach – saxofon (1987–1996)
- Paul Peterson – gitarr (1988, 1991–1992)
- Ricky Peterson – keyboard (1988, 1991)
- Keith Allen – gitarr, bakgrundssång (1989–1990)
- Sonny Charles – bakgrundssång (2008–2011)
- Gordy Knudtson – trummor (1987–2021)

## Diskografi
Studioalbum
- Children of the Future (1968)
- Sailor (1968)
- Brave New World (1969)
- Your Saving Grace (1969)
- Number 5 (1970)
- Rock Love (1971)
- Recall the Beginning...A Journey from Eden (1972)
- The Joker (1973)
- Fly Like an Eagle (1976)
- Book of Dreams (1977)
- Circle of Love (1981)
- Abracadabra (1982)
- Italian X Rays (1984)
- Living in the 20th Century (1986)
- Born 2 B Blue (1988)
- Wide River (1993)
- Bingo! (2010)
- Let Your Hair Down (2011)

Livealbum
- Steve Miller Band Live! (1983)
- King Biscuit Flower Hour Presents the Steve Miller Band (2002)
- Extended Versions (2003)
- Steve Miller Band: Live from Chicago (2008)
- The Joker (Live) (2014)
- Live at the Carousel Ballroom, San Francisco, April 1968 (2014)

Samlingsalbum
- Anthology (1972)
- Greatest Hits 1974–78 (1978)
- Greatest Hits 1976–86: A Decade of American Music (1987)
- The Best of 1968–1973 (1990)
- Living in the U.S.A (1990)
- The Very Best of the Steve Miller Band (1991)
- Steve Miller Band (1994)
- Greatest Hits (1998)
- Young Hearts: Complete Greatest Hits (2003)
- Ultimate Hits (2017)
- Welcome to the Vault (2019)